# Pašerák (film, 2018)
Pašerák je americký film. Režíruje jej Clint Eastwood, který rovněž ztvárnil hlavní roli Earla Stona, více než osmdesátiletého muže, který nečekaně začne pracovat pro mexický drogový kartel. Pro Eastwooda šlo o první hereckou roli po šesti letech, naposledy hrál ve snímku Zpátky ve hře (2012). The Mule je zároveň prvním snímkem od Gran Torino (2008), ve kterém Eastwood jak hraje, tak jej i režíruje. V dalších rolích se ve snímku představí například Bradley Cooper, Michael Peña a režisérova dcera Alison Eastwood. Autorem scénáře, který je inspirovaný životem Lea Sharpa, je Nick Schenk. Ten s Eastwoodem spolupracoval již na filmu Gran Torino (2008). Natáčení filmu začalo v červnu 2018 v americkém státě Georgie. Premiéra v USA byla 14. prosince 2018.